# Horsnäs sund
Horsnäs sund är ett sund i Finland. Det ligger i landskapet Nyland, i den södra delen av landet, 60 km öster om huvudstaden Helsingfors.
Horsnäs sund mellan Pörtesholmen i söder och fastlandet i norr.